# Понтенуово (Изернија)
Понтенуово је насеље у Италији у округу Изернија, региону Молизе.
Према процени из 2011. у насељу је живело 57 становника. Насеље се налази на надморској висини од 159 м.